# 正子內親王 (嵯峨天皇皇女)
正子內親王（大同四年（810年）-元慶三年3月23日（879年4月18日）），日本平安時代初期皇族女性，嵯峨天皇長女，母皇后橘嘉智子，後嫁叔父淳和天皇為皇后。正子內親王和同母兄仁明天皇因於同年出生，史書又未寫出兩人正確出生日期，因此兩人有可能為雙胞胎。

## 生平
正子內親王美貌迷人，同時又兼具母儀之德，因而在天長四年（827年），入叔父淳和天皇後宮，被冊立為皇后。正子內親王婚後一連生下恒貞、基貞、恒統等三親王，同時長子恒貞親王被立為皇太子。
天長時年2月28日（833年3月22日），淳和天皇讓位於仁明天皇，成為上皇，而正子內親王隨晉為皇太后。承和七年（840年），淳和上皇逝世後，正子內親王落飾出家，而在淳和上皇逝世後，皇太子恒貞親王失去後台，因而在承和九年發生了承和之變，皇太子恒貞親王被廢，改立仁明天皇女御藤原順子所出的道康親王為皇太子。由於這場政變中正子內親王之母--太皇太后橘嘉智子牽涉其中，造成正子內親王對母親的仇視與怨懟。
正子內親王自皇后時代就致力於佛教及關心百姓，在天長8年乾旱時，就曾奏請淳和天皇重新審理案情、免去人民勞役以求降雨。次年又臨雲林亭視察農務，賜農民諸多物品。長子恒貞親王被廢去太子之位後，隨文德天皇即位，正子內親王被尊為太皇太后。貞觀年間，正子內親王將當年父親嵯峨天皇之舊宮嵯峨院改建為大覺寺，亦將丈夫淳和天皇之離宮淳和院作為道場。
貞觀二年，正子內親王於淳和院舉辦大齋會，延請諸寺名僧開講法華經，又率清和天皇及皇太夫人藤原明子供養諸寺及佈施百姓，之後正子內親王受菩薩戒於延曆寺座主圓仁，法名良祚。
貞觀十六年，正子內親王所居的淳和院失火，正子內親王乘素車出逃於松下院避難，不久改居本院洞裏殿。元慶三年三月，太皇太后正子內親王逝世，享年71歲，遺言火葬，不起山陵，棺用朽木即可，骨灰葬於嵯峨山。
正子內親王一生經歷嵯峨天皇、淳和天皇、仁明天皇、文德天皇、清和天皇等五代天皇的治世，又慈悲為懷，一生都享有很高的名望。